# Муравьёв, Владимир Александрович
Муравьёв Владимир Александрович (2 октября 1938 года, дер. Дятловка, Балашихинский район, Московская область — 21 января 2020) — советский и российский военачальник. Заместитель Главнокомандующего по боевой подготовке — начальник управления боевой подготовки РВСН (1992—1997), заместитель Главнокомандующего РВСН (1997—2000), генерал-полковник (31 декабря 1993), кандидат военных наук (2007).

## Биография
Сын военнослужащего, офицера, участника Великой Отечественной войны. Окончил среднюю школу в 1955 году.
В Вооружённых силах СССР с августа 1955 года. Окончил Харьковское высшее военное командно-инженерное училище в 1960 году. По окончании училища направлен в Ракетные войска стратегического назначения. Служил в 31-й гвардейской ракетной дивизии (г. Пружаны, Брестская область) 50-й ракетной армии: начальник отделения батареи, начальник контрольно-проверочного пункта ракетного полка, старший помощник начальника инженерно-ракетной службы ракетной дивизии, заместитель командира ракетного полка по ракетному вооружению, заместитель командира ракетного полка.
Окончил командный факультет Военной академии им. Ф. Э. Дзержинского в 1975 году с золотой медалью. С июня 1975 года — командир 306-го ракетного полка в той же 31-й гвардейской ракетной дивизии. С ноября 1976 года — начальник штаба — заместитель командира 24-й гвардейской ракетной дивизии (г. Гвардейск, Калининградская область). С июля 1978 года — командир 49-й гвардейской ракетной дивизии (г. Лида, Гродненская область). Под его руководством дивизия стала первой, освоившей в эксплуатации новый подвижный грунтовый ракетный комплекс «Пионер». В 1982 году направлен на учёбу в академию.
Окончил Военную академию Генерального штаба Вооружённых Сил СССР имени К. Е. Ворошилова в 1984 году. С июня 1984 года — первый заместитель командующего 50-й ракетной армией (штаб — Смоленск). С декабря 1987 года — командующий 53-й ракетной армией (штаб — Чита). Под его руководством в армии были поставлены на боевое дежурство новейшие ракетные комплексы «Тополь».
С ноября 1992 года — начальник Управления боевой подготовки РВСН РФ. С августа 1993 года — заместитель Главнокомандующего РВСН по боевой подготовке — начальник управления боевой подготовки РВСН. С сентября 1997 года — первый заместитель Главнокомандующего РВСН. С января 1998 года — заместитель Главнокомандующего РВСН. Член Военного совета РВСН с 27 августа 1993 по 30 мая 2000 года.
С мая 2000 года — в запасе по достижении предельного возраста нахождения на воинской службе.
Кандидат военных наук (2007). Работал ведущим научным сотрудником в Военной академии РВСН им. Петра Великого. Возглавлял Совет Межрегиональной общественной организации «Союз ветеранов РВСН» и Координационный совет Международного союза общественных объединений «Ветераны РВСН».
Был членом КПСС. Жил в Москве.
Скончался 21 января 2020 года. Похоронен в Москве на Троекуровском кладбище.

## Награды
- Орден «За военные заслуги» (1995, Россия),
- Орден Красной Звезды (1987),
- Орден «За службу Родине в Вооружённых Силах СССР» 3-й степени,
- Орден «Знак Почёта» (1972),
- Медали СССР,
- Медали РФ,
- Заслуженный военный специалист Российской Федерации (1999).